# (84096) Reginaldglenice
(84096) Reginaldglenice (2002 QD58) – planetoida z pasa głównego asteroid okrążająca Słońce w ciągu 3,51 lat w średniej odległości 2,31 j.a. Odkryta 17 sierpnia 2002 roku.